# Russell River (Huon River)
Der Russell River ist ein Fluss im Südosten des australischen Bundesstaates Tasmanien.

## Geografie

### Flusslauf
Der 30 Kilometer lange Russell River entspringt an den Osthängen des Snowy North in der Snowy Range im äußersten Nordosten des Southwest-Nationalparks. Von dort fließt er nach Südosten, entlang der Denison Ridge. Etwa drei Kilometer südlich der Rimons Hill Forest Reserve mündet er in den Huon River.

### Nebenflüsse mit Mündungshöhen
Er hat folgende Nebenflüsse:
- Kemps Creek – 81 m